# سیمای خانواده
سیمای خانواده یک برنامهٔ تلویزیونی ایرانی است که در روزهای شنبه تا پنج‌شنبه هر هفته از شبکه یک پخش می‌شود. پخش این برنامه از سال ۱۳۷۳ تاکنون ادامه داشته است.

۳۰ سال پیش، مهر ۱۳۷۳ به همت علی‌اصغر پورمحمدی، مدیر وقت گروه اجتماعی و زمانی که مجتبی مشیری سکاندار شبکه یک سیما بود، برنامه خانواده نخستین‌بار روی آنتن رفت؛ برنامه‌ای متشکل از آیتم‌های نمایشی و ترکیبی که در روزهای نخست به قدری با استقبال مخاطبان و مردم روبه‌رو شد که در برهه‌ای آیتم‌های نمایشی‌اش حتی شب‌ها و در پیک تماشای تلویزیون  نیز بازپخش می‌شد و به این ترتیب در همان ابتدای کار به یکی از پرمخاطب‌ترین برنامه‌های سیما تبدل شد.

## مجریان
- هرمز شجاعی‌مهر
- فاطمه بیدمشکی
- شعله قهرمانی[۲]
- محمد سلیمی[۳]
- علی اسدی[۴]
- ساجده سلیمانی
- آزاده نامداری
- شیرین صمدی
- حامد توسلی (کارشناس غذایی)
- زهرا خاتمی راد
- فاطمه سادات رضایی
- فرشته ایزدی
- زهرا شوقی

## حواشی
نامداری در سال ۱۳۸۴ به عنوان مجری بخش تازه‌ها در برنامه سیمای خانواده شبکه یک شروع به فعالیت کردکه تا ۴ سال ادامه داشت که در بهمن ۱۳۸۸ به اجرای خود در تازه‌ها پایان داد.نامداری نخستین مجری تلویزیون بود که «چادر ملی» و «چادر قهوه‌ای» پوشید.